# Cesarz niemiecki

Godło Cesarstwa Niemieckiego

Cesarz Niemiecki (niem. Deutscher Kaiser) – oficjalny tytuł monarchów Cesarstwa Niemieckiego (II Rzeszy – niem. Deutsches Reich) w latach 1871–1918. Po raz pierwszy formalnie pojawił się w projekcie Konstytucji Rzeszy Niemieckiej uchwalonej przez Reichstag Związku Północnoniemieckiego 10 grudnia 1870, po zwycięstwie Prus i państw niemieckich w wojnie z Francją. Następnie został zatwierdzony przez ostateczną postać Konstytucji Cesarstwa z 16 kwietnia 1871. Tytuł uległ likwidacji wraz ze zniesieniem monarchii w Niemczech, w wyniku rewolucji listopadowej w 1918.

## Geneza tytułu
W okresie nowożytnym (XVI-XVIII w.) niekiedy potocznie cesarzami niemieckimi nazywano władców Świętego Cesarstwa Rzymskiego, którzy jednak formalnie nosili tytuły cesarzy rzymskich (niem. Römischer Kaiser) i królów Niemiec (niem. König von Germanien). Samo Cesarstwo potocznie nazywano „Rzeszą Niemiecką”.
Elekcyjny tron Świętego Cesarstwa obejmowali od XVI w. niemal każdorazowo Habsburgowie, jednocześnie dziedziczni władcy Austrii, Czech i Węgier. Po rozwiązaniu Rzeszy w 1806 posługiwali się tytułem cesarzy Austrii, aż do upadku monarchii w Austro-Węgrzech i ich rozpadu w 1918.
W latach 1806–1871 zjednoczone państwo niemieckie nie istniało, a tytuł cesarza niemieckiego nie był używany (od 1815 funkcjonował tylko Związek Niemiecki, konfederacja niezależnych niemieckich państw pod przewodnictwem Austrii). W projekcie Konstytucji Cesarstwa Niemieckiego uchwalonej przez parlament frankfurcki 28 marca 1849, podczas Wiosny Ludów, pojawił się tytuł cesarza Niemców (niem. Kaiser der Deutschen), zgodny z liberalnymi i nacjonalistycznymi poglądami jego twórców. Projekt został jednak ostatecznie odrzucony przez władców państw niemieckich i upadł wraz z rewolucją.
W 1866 Prusy zwyciężyły w wojnie z Austrią i zajęły pozycję hegemona wśród państw niemieckich. W tym samym roku rozwiązano Związek Niemiecki i powołano Związek Północnoniemiecki, którego prezydentem został król pruski Wilhelm I Hohenzollern. W 1871, po zwycięstwie Prus i mniejszych państw niemieckich nad Francją, do Związku Północnoniemieckiego przystąpiły wszystkie państwa niemieckie, które nie uczyniły tego wcześniej, z wyjątkiem Cesarstwa Austriackiego, Luksemburga i Liechtensteinu. Wilhelm I został ogłoszony cesarzem niemieckim i taki tytuł znalazł się w Konstytucji II Rzeszy. Sam Wilhelm wolał posługiwać się tytułem cesarza Niemiec (niem. der Kaiser von Deutschland), jednak za radą Ottona von Bismarcka zadowolił się tą pierwszą formułą. Obawiano się bowiem, że określenie cesarz Niemiec uderzałoby w godność pozostałych władców niemieckich, którzy tworząc II Rzeszę wprawdzie poddali się przewodnictwu króla pruskiego, ale nie uznali się jego wasalami. Zrezygnowano także z formy cesarz Niemców, jako że kojarzyła się z ideologią rewolucyjną i liberalną, a poza tym godziłaby w prawa cesarza Austrii, który pozostał poza Rzeszą, a którego niemieckojęzyczni poddani uważali się za Niemców (austriacka tożsamość narodowa zrodziła się dopiero w XX wieku).

## Lista cesarzy niemieckich
Chronologiczna lista władców Cesarstwa Niemieckiego (zwanego także II Rzeszą):

### DynastiaHohenzollernów
| Władca       |  | lata panowania | uwagi                                                               |
| ------------ |  | -------------- | ------------------------------------------------------------------- |
| Wilhelm I    |  | 1871-1888      | król Prus od 1861, prezydent Związku Północnoniemieckiego 1867-1871 |
| Fryderyk III |  | 1888           |                                                                     |
| Wilhelm II   |  | 1888-1918      | Abdykował, zmarł w 1941                                             |